# Os Caminhos da Liberdade
Os Caminhos da Liberdade (Les chemins de la liberté, no original em francês) constituem uma trilogia de novelas escritas por Jean-Paul Sartre: A Idade da Razão (L'âge de raison), Sursis (Le sursis) e Com a Morte na Alma (La mort dans l'Âme). O primeiro livro da trilogia, A idade da razão foi editado em 1945.
As três novelas giram em torno do personagem Mathieu, um professor socialista de filosofia e de um grupo de seus amigos. Foram escritas, principalmente, como uma resposta aos eventos da Segunda Guerra Mundial e à ocupação da França pelos nazistas. Porém também refletem a significativa mudança havida na posição filosófica de Sartre, que abandonou o abrigo de um intelectualismo distante, para "engajar" sua vida e obra nas questões polêmicas de seu tempo, sobretudo as de natureza humanista. Essa mudança encontraria sua definição mais explícita no ensaio "O Existencialismo é um Humanismo",  obra que teve grande repercussão, dividindo opiniões e suscitando debates acalorados em ambos os lados da "cerca" do movimento existencialista. 
Alguns críticos literários consideram que a trilogia é, em grande parte, autobiográfica, identificando o próprio Sartre no personagem Mathieu e a polêmica Ivich na personagem Olga Kosakiewicz.
A trilogia foi adaptada pela BBC, em 1970, para uma série de televisão em dez capítulos.